# 宁康
宁康（373年-375年）是東晋皇帝晋孝武帝司马曜的第一个年号，共计3年。
《魏书》错写作“康宁”。

## 纪年
| 宁康 | 元年  | 二年  | 三年  |
| ---- | ----- | ----- | ----- |
| 公元 | 373年 | 374年 | 375年 |
| 干支 | 癸酉  | 甲戌  | 乙亥  |

## 参見
- 中国年号索引
- 同期存在的其他政权年号
  - 升平：前凉年号
  - 建元（365年-385年七月）：前秦政权苻坚年号
  - 黑龙（374年六月-九月）：张育自立年号
  - 建国（338年十一月-376年）：代政权拓跋什翼犍年号